# Pindorama
Pindorama (do tupi: "pindó-rama": "região das palmeiras") é uma designação para o local dos povos tupis-guaranis, atual região oriental da América do Sul, denominada litoral do Brasil.
Os arqueólogos acreditam que o uso tenha surgido na época das antigas migrações, quando os tupi-guaranis se deslocaram para o litoral brasileiro, atual região oriental da América do Sul. Vários grupos tupis-guaranis habitavam a região até a chegada dos portugueses ao território.
Além de "terra livre dos males", outra etimologia da palavra a define como "região de palmeiras".
Atualmente, trata-se do nome pelo qual os povos dos Andes peruanos e dos Pampas se referem ao Brasil. Existem também muitos indígenas e ativistas indígenas brasileiros que chamam de Pindorama o território oficialmente reconhecido como Brasil.

## Etimologia
Existem duas hipóteses etimológicas para a palavra "Pindorama":
- viria do tupi pindó-rama ou pindó-retama, "terra/lugar/região das palmeiras";[1]
- viria da junção do tupi pin'dob ("palmeira") com "-orama" ("espetáculo"), significando, portanto, "espetáculo das palmeiras".[9]

## Uso
Oswald de Andrade, em seu Manifesto Antropófago, fala do "matriarcado de Pindorama", aludindo à situação do Brasil antes da chegada dos colonizadores, antes da exploração, quando os indígenas viviam em uma sociedade matriarcal.